# 拉蒙塔涅
拉蒙塔涅（法語：La Montagne，法語發音：[la mɔ̃taɲ] ⓘ）是法国大西洋卢瓦尔省的一个市镇，位于该省中部，属于南特区和南特都会区，其市镇面积为3.64平方公里，2022年1月1日时人口数量为6,523人。
拉蒙塔涅是南特都会区的组成部分，位于南特市区以西大约12公里处。

## 行政
拉蒙塔涅的邮政编码为44620，INSEE市镇编码为44101。

## 地理

拉蒙塔涅在大西洋卢瓦尔省内的位置

拉蒙塔涅（47°11'24"N, 1°41'2"W）位于法国西北部，卢瓦尔河地区大区西部和大西洋卢瓦尔省中部。
与拉蒙塔涅接壤的市镇包括：布格奈、布兰、安德尔、圣让德布瓦索。
拉蒙塔涅境内地势平坦，海拔在3至44米之间。
按照柯本气候分类法，拉蒙塔涅属于较为典型的温带海洋性气候，全年温差较小，降水分布均匀。

## 历史
“拉蒙塔涅”在法语中本意为“山”，此处来源于工业革命期间当地一处以该名称命名的工业街区。
拉蒙塔涅历史上长期为一个普通村落，属于圣让德布格奈堂区（Saint-Jean de Bouguenais），法国大革命后成为圣让德布瓦索的一部分，1877年6月2日独立成为市镇。

## 交通
大西洋卢瓦尔省D723线（快速公路）经过拉蒙塔涅南侧并设出入口，另有省道D58线、D64线和D358线在镇中心交汇。南特公交C4线经过拉蒙塔涅境内并设有站点。

## 人口
| 年份   | 1936  | 1946  | 1954  | 1962  | 1968  | 1975  | 1982  | 1990  | 1999  | 2004  | 2009  | 2014  | 2017  |
| ------ | ----- | ----- | ----- | ----- | ----- | ----- | ----- | ----- | ----- | ----- | ----- | ----- | ----- |
| 人口數 | 3,441 | 3,923 | 4,136 | 4,418 | 5,025 | 5,165 | 5,419 | 5,555 | 5,847 | 5,974 | 5,997 | 5,995 | 6,231 |

## 友好城市
- 德国 施塔特奥尔登多夫